# 迪士尼九老
迪士尼九老（英語：Disney's Nine Old Men）都是曾经華特迪士尼動畫工作室的核心动画师，其中一些人后来还成为了導演，他们创造了一系列经典的迪士尼动画卡通，从白雪公主到救難小英雄，被华特·迪士尼以「九老」戏称，所有成员都已逝世，均被授予迪士尼傳奇。

## 成员
- 雷斯·克拉克（1907年11月17日–1979年9月12日），1927年加入了迪士尼。他的专长是米老鼠动画，他是九老中唯一一个与乌布·伊沃克斯一同参与了角色创造。雷斯多年来做了许多的动画，直到《小姐与流浪汉》，他开始导演并制作了许多动画特辑和短片。
- 马克·戴维斯（1913年3月30日–2000年1月12日）1935年开始参与制作白雪公主，之后开发和制作动画角色小鹿斑比与兔子桑普、《睡美人》中的奥萝拉公主和乌鸦以及梅尔菲森特、《101忠狗》中的庫伊拉·德維爾。戴维斯还负责迪士尼樂園加勒比海盗和幽灵鬼屋景点的角色设计。

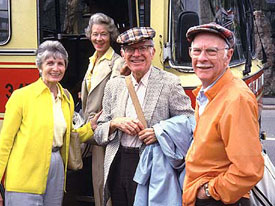
1985年弗兰克·托马斯(中间)与最好的朋友奥利·琼斯顿和他们的妻子

- 奥利·琼斯顿（1912年10月31日–2008年4月14日）1935年加入迪士尼并开始参与制作白雪公主。接着与弗兰克·托马斯编写动画师的圣经《Disney Animation: The Illusion of Life》。他创作了《彼得潘》中的史密先生、灰姑娘的姊姊、《伊老師與小蟾蜍大歷險》中的地方检察官、《罗宾汉》里的的约翰亲王。琼斯顿和弗兰克·托马斯还编写了《The Disney Villain》，他们还一起创造了各种角色，如伊老師和《罗宾汉》里的希斯爵士。
- 米尔特·卡尔（1909年3月22日–1987年4月19日）1934年开始参与制作白雪公主。他的作品中包括的英雄，比如匹诺曹、跳跳虎、彼得潘、《旋律时光》中的Slue-Foot Sue，还有反派人物如《石中剑》里的蠻夫人、《森林王子》里的謝利、埃德加*巴特勒(在《猫儿历险记》里的艾吉、《罗宾汉》里的諾丁漢侍衛長和《救難小英雄》里的梅杜莎夫人。
- 沃德·金博尔（1914年3月4日–2002年7月8日）1934年加入了迪士尼。他的作品包括《木偶奇遇记》中的吉明尼蟋蟀，《仙履奇缘》里的鲁西法、杰克和葛斯，《爱丽丝梦游仙境》里的疯帽子和柴郡猫。他的作品往往比其他的迪士尼动画师更“狂野”并且独一无二。1968年，他制作并发布了一部非迪士尼的反越战动画短片《Escalation》。
- 埃里克·拉森（1905年9月3日–1988年10月25日）1933年加入迪士尼。是迪士尼中的一名顶级动画师，他制作的著名动画角色如《小姐与流浪汉》中的Peg、《森林王子》里的禿鷲、彼得潘的伦敦至夢幻島飞船、《南方之歌》的兔子、狐狸和熊。由于拉森的风度和培养新人的能力，1970年代开始为迪士尼发掘人才和培养新动画师。现今迪士尼的许多顶级人才都由埃里克在1970年代和1980年代进行培训。
- 约翰·朗斯贝里（1911年3月9日–1976年2月13日）1935年开始做诺姆·弗格森的助手，很快成为了一个明星动画师。朗斯贝里被他的动画师同事亲切地称为“朗斯（Louns）”，他是一个非常强大的绘图员，多年来鼓舞了许多动画师。他的动画以柔软弹性而著名。朗斯贝里制作了《木偶奇遇记》里的约翰·沃辛顿与吉迪歐、《幻想曲》中的鳄鱼、《小飛俠》里的喬治·達林、贝，乔，《小姐与流浪汉》里的喬和托尼以及一些狗、《睡美人》中的史蒂芬国王和休伯国王、《森林王子》里的大象等角色。他在1970年代晋升为导演并共同执导《小熊维尼和跳跳虎》以及他的最后一部电影《救難小英雄》。
- 沃夫冈·雷瑟曼（1909年6月26日–1985年5月22日）1935年作为一个动画师和导演加入了迪斯尼。华特·迪士尼去世后所有的迪士尼动画电影都由他制作，一直到他退休。雷瑟曼在1950年代晋升为导演，他执导了《睡美人》的一些片段，其中包括菲利普王子的逃出梅尔菲森特的城堡还有菲利普王子最后与梅尔菲森特火龙之间的战斗。他的作品还包括《木偶奇遇记》中的Monstro鲸鱼、《伊老師與小蟾蜍大歷險》中的无头骑士、《小飛俠》里的鳄鱼、《小姐与流浪汉》里的老鼠等。
- 弗兰克·托马斯（1912年9月5日–2004年9月8日）1934年加入了迪士尼，与奥利·琼斯顿编写《Disney Animation: The Illusion of Life》。他的作品包括灰姑娘的继母、《在爱丽丝梦游仙境》的紅心皇后、《小飛俠》中的铁钩船长（英语：Captain Hook）。弗兰克还负责《小姐与流浪汉》中最具代表性的吃意大利面条场景。

2012年，弗兰克·托马斯的儿子西奥多·托马斯制作了一部记录片，叙述动画师们的孩子对父亲的回忆，《与九老一起成长》（包含在《彼得潘》钻石版的DVD中。）

## 历史
在1973年《罗宾汉》上映时，只有其中四人（约翰·朗斯贝里、米尔特·卡尔、弗兰克·托马斯和奥利·琼斯顿）仍在制作动画，而埃里克·拉森成为迪士尼的獵頭并参与培训工作，沃夫冈·雷瑟曼在导演电影与制片，马克·戴维斯在协助设计迪士尼主题公园的景点。约翰·朗斯贝里于1976年去世，卡尔同年退休，1987年去世。托马斯、琼斯顿和戴维斯于1978年退休，托马斯和琼斯顿后来在布拉德·伯德1999年导演的电影《钢铁巨人》和2004年的《超人总动员》中客串出演。不久后，托马斯于2004年去世，琼斯顿于2008年去世。
在1989年被授予迪斯尼传奇的同时，九老还分别在20世纪70年代和80年代获得了温莎麦凯奖（动画师终身成就奖）。
作为工作的一部分，九老提炼出了動畫的12項基本法則:
1. 擠壓與伸展
2. 預期動作
3. 演出方式
4. 接續動作與關鍵動作
5. 跟隨動作與重疊動作
6. 漸快與漸慢
7. 弧形
8. 附屬動作
9. 時間控制
10. 誇張
11. 純熟的手繪技巧
12. 吸引力

另外九老还留下了重要的传承，当代动画产业中的许多动画师可以直接或间接地追溯到九老在迪士尼动画的学徒或在加州艺术学院的学生身上。如《冰雪奇缘》中艾莎的动画监制韦恩·温滕(Wayne Unten)指出，他曾师从约翰·里帕(John Ripa)，里帕又师从葛連·基恩(Glen Keane)，基恩又师从奥利·琼斯顿。

## 扩展阅读
- Canemaker, John (2001). Walt Disney's Nine Old Men and the Art of Animation. New York, New York: Disney Editions. ISBN 0-7868-6496-6ISBN 0-7868-6496-6.
- Deja, Andreas (2015). The Nine Old Men: Lessons, Techniques, and Inspiration from Disney's Great Animators. CRC Press. ISBN 1-1350-1585-6ISBN 1-1350-1585-6.
- Larson, Eric et al. (2014). 50 Years in the Mouse House: The Lost Memoir of One of Disney's Nine Old Men. Theme Park Press. ISBN 1-9415-0047-1ISBN 1-9415-0047-1.
- Mason, Fergus (2014). Disney’s Nine Old Men: A History of the Animators Who Defined Disney Animation. BookCaps Study Guides. ISBN 1-6291-7259-6ISBN 1-6291-7259-6.
- Peri, Don (2008). Working with Walt: Interviews with Disney Artists. Univ. Press of Mississippi. ISBN 1-9341-1067-1ISBN 1-9341-1067-1.